# 鄂霍次克海
鄂霍次克海（俄語：Охо́тское мо́ре，羅馬化：Okhotskoye More，IPA：[ɐˈxotskəjə ˈmorʲə]）是西太平洋的一個陸緣海，位於堪察加半島以西，千島群島以西北，北海道岛以北，库页岛以東，以及西伯利亞（包括尚塔尔群岛）東部以南。鄂霍次克海東北部的海灣為舍利霍夫灣。

## 名稱
鄂霍次克海之名源自於俄國人在遠東的第一處定居点鄂霍次克。中國古稱北海或少海。

## 地理

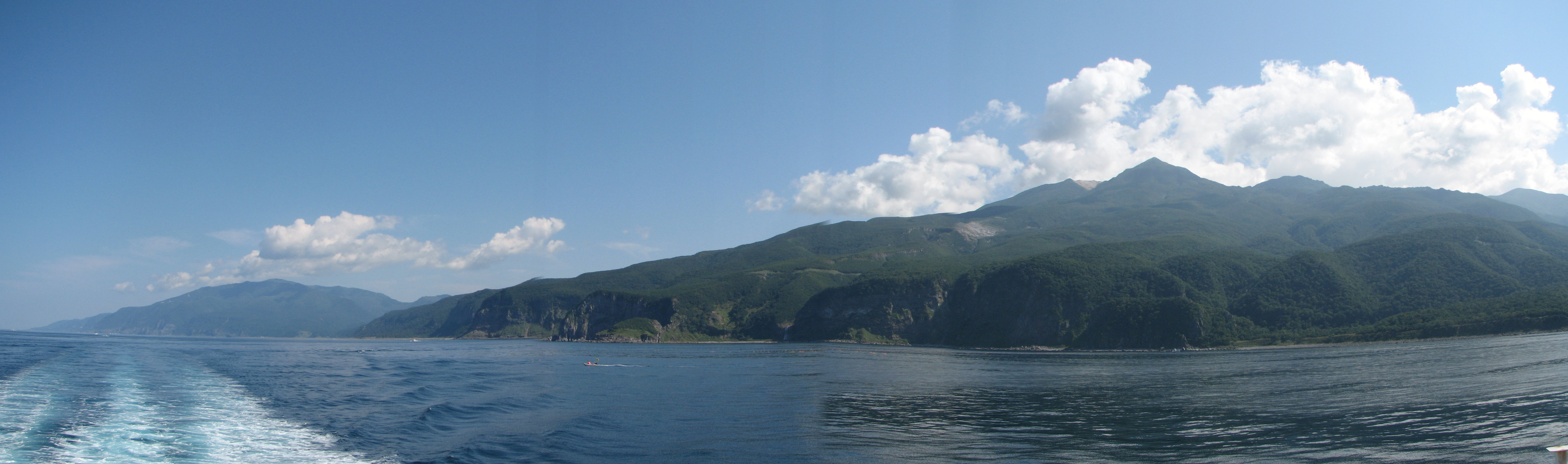
日本北海道的知床國立公園的鄂霍次克海海岸

鄂霍次克海的面積約為1,583,000平方公里，平均深度859公尺，南部較深日方稱作千島海盆，最深達3,372公尺。該海南部與西部與日本海接壤；西部經薩哈林灣再經韃靼海峽，或在南部經過宗谷海峽。
在鄂霍次克海中的冬天航海會變得更加不易，因為黑龍江的大量淡水沖下韃靼海峽會使鄂霍次克海鹽度降低，反而將冰點提高，讓鄂霍次克海的浮冰不易融化。浮冰的分佈以及厚度決定於多種因素：地點，時間，溫度和洋流的走向。除了日本列島的北海道之外，鄂霍次克海周邊的土地皆由俄羅斯所管轄。
来自西伯利亚的冷空气在鄂霍次克海的西北部形成海冰。随着冰的形成，它将盐分排出到更深的层次。这些重水向东南方的開口流向太平洋，携带氧气和营养物质，支持南部一帶丰富的海洋生物。自工业时代以来，鄂霍次克海在一些地方的温度上升了3摄氏度，比全球平均温度快三倍。气候变暖抑制了海冰的形成，也促使鱼类种群向北迁移。在过去15年里，日本北部海岸的鲑鱼捕获量下降了70%，而俄罗斯的捕获量则翻了两番。

## 島嶼
鄂霍次克海的部份島嶼面積廣大，包括日本第二大島北海道，以及俄羅斯的最大島庫頁島。基本上鄂霍次克海中的島不是與其他海相連，就是是千島群島的一部分。這些島嶼一部分由日本管轄，另一部份則由俄羅斯管轄，但是有部份島嶼在兩國之中仍然存在爭議。約翰島是全部的島中唯一在兩國經濟海域以外的島，但還是屬於俄羅斯的哈巴罗夫斯克边疆区。大部分的島嶼都是無人島，為多數海豹、海獅、海鳥（以冠小海雀最多）和其他海生動物的繁殖地。

## 歷史

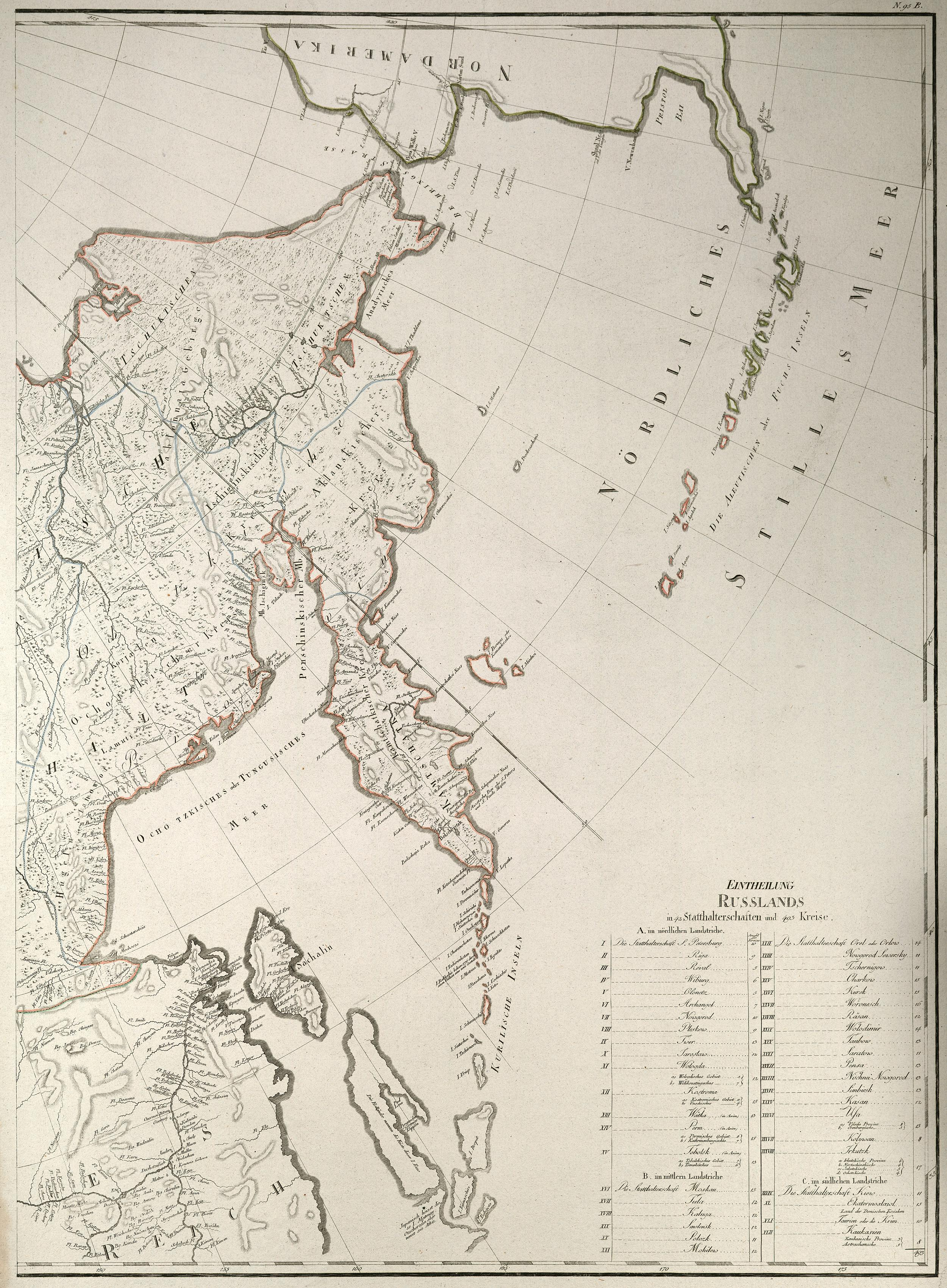
1792年所繪的鄂霍次克海，已畫出除了庫頁島以外所有的地區

1640年代，俄羅斯探險家伊万·莫斯科维京和瓦西里·波亞爾科夫成為第一批來到鄂霍次克海的歐洲人（或許也是薩哈林的第一批）。1643年，荷蘭船長馬丁·黑利得松·菲利斯搭乘「布雷斯肯斯號」進入鄂霍次克海，並抵達薩哈林和庫頁島，但最終沒有認出薩哈林和北海道其實是島嶼，而不是歐亞大陸的一部份。
鄂霍次克海沿岸的第一個俄羅斯村落位於鄂霍次克，並在1840年代停止對烏蘭烏德提供商業服務。19世紀中葉，俄美公司壟斷了鄂霍次克海所有的商用導航服務。
1733年時，维他斯·白令在北方大探險時將整個鄂霍次克海測繪完畢。讓-弗朗索瓦·德·拉·彼魯茲和威廉·羅伯·布洛頓是第二批來到鄂霍次克海的俄羅斯外歐洲人。1805年，伊凡·克魯森施滕探索了薩哈林東岸。间宫林藏和根納季·涅韋爾斯科伊認定了薩哈林其實是一座島嶼，其島嶼與歐亞大陸隔著一條海峽。第一部關於鄂霍次克海的詳細水文報告在1894年由斯捷潘·馬卡羅夫發表。
在冷戰期間，美國海軍為了切斷蘇聯海軍的海底電纜，將多項行動設於鄂霍次克海。這些行動有在《瞎盲者的虛勢伎倆：美國潛艇秘密行動軼史》此書中被提及。1983年，苏联国土防空军在鄂霍次克海射下一名客機，造成了大韓航空007號班機空難。
俄罗斯的太平洋舰队將鄂霍次克海作為彈道導彈潛艇的堡壘，而這項策略仍然持續進行。
即使北海道位於鄂霍次克海沿岸，在日文中並無為此海命名，從俄文借詞亦稱鄂霍次克海（Ohōtsuku-kai）。而且北海道的鄂霍次克綜合振興局，在日本也稱鄂霍次克海地區（Ohōtsuku-chihō），兩者皆得名於鄂霍次克海。
鄂霍次克海在19世紀時為熱門的捕鯨地點。從1845年開始，美國的捕鯨船開始在鄂霍次克海東南部，庫頁島附近獵捕露脊鯨。而1847年又陸續捕弓頭鯨。從1849年開始弓頭鯨獵捕的數量佔多數。1850年和1853年期間，美國大部分的捕鯨船將捕鯨的焦點轉移到白令海峽海域。但在白令海峽捕鯨的績效不佳，因此捕鯨船又把捕鯨的地點關注回鄂霍次克海來。光是1854年，總共有160艘捕鯨船來到鄂霍次克海。次年驟減至130艘，而在1856年又增加到150艘。1858年和1860年期間，美國大部分的捕鯨船又將焦點轉回白令海峽。部份捕鯨船匯集在尚塔尔群島附近，並在島上拋錨。1854年7月28日，新貝德福德的船伊莎貝拉號的報告中說道「在甲板上的視線內至少有94艘船」。捕鯨船直到20世紀前葉前在鄂霍次克海持續捕鯨。

## 海港

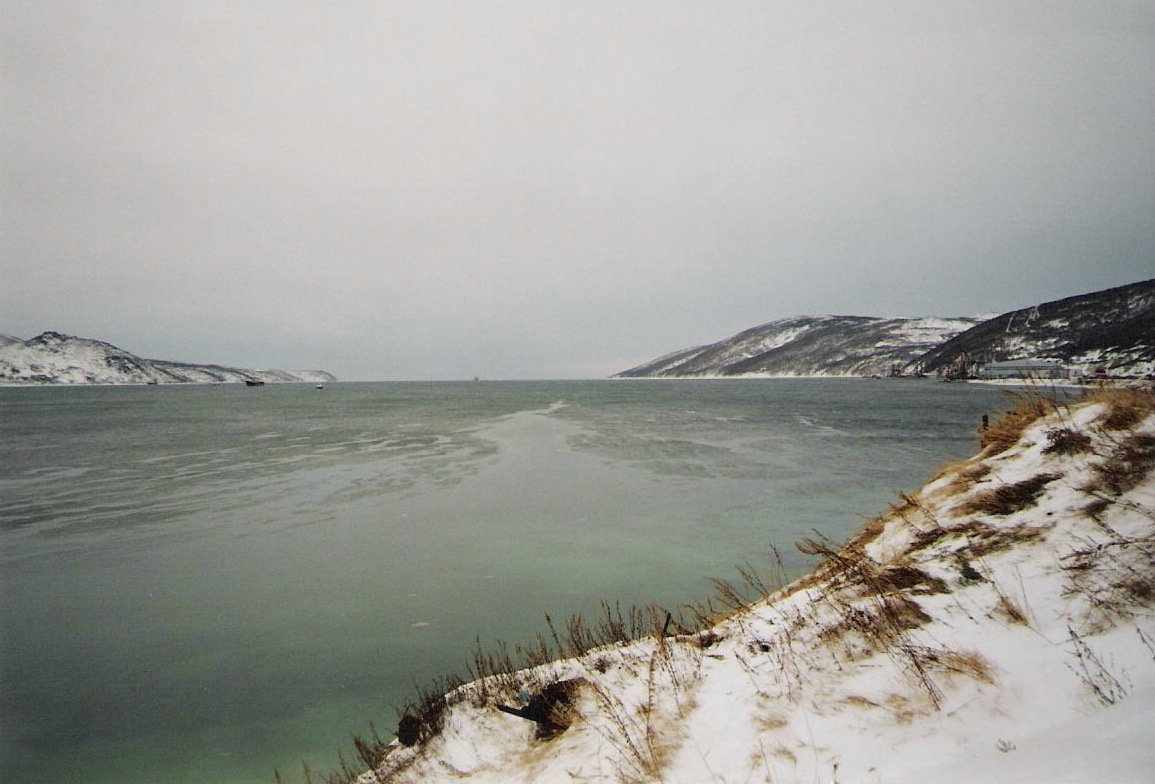
俄羅斯馬加丹的納加耶夫灣

- 俄羅斯馬加丹 - 人口：95,925
- 俄羅斯帕拉那 - 人口：3,928
- 日本網走市- 人口：40,405
- 日本紋別市 - 人口：25,924
- 日本稚內市 - 人口：38,858

## 外部連結
- Overview of Okhotsk region (pdf).
- （俄文）鄂霍次克海(Литосфера Охотского моря) （页面存档备份，存于）